# Alpheus normanni
Alpheus normanni är en kräftdjursart som beskrevs av Kingsley 1878. Alpheus normanni ingår i släktet Alpheus och familjen Alpheidae. Inga underarter finns listade i Catalogue of Life.